# گربه‌ماهی‌های کور هندی
گربه‌ماهی‌های کور هندی (نام علمی: Horaglanis) نام یک سرده از تیره گربه‌ماهی نفس‌کش است.
سه کونه در این سرده شناخته شده‌اند که همگی کور هستند. 